# Méricourt-sur-Somme
Méricourt-sur-Somme är en kommun i departementet Somme i regionen Hauts-de-France i norra Frankrike. Kommunen ligger i kantonen Bray-sur-Somme som tillhör arrondissementet Péronne. År 2018 hade Méricourt-sur-Somme 221 invånare.

## Befolkningsutveckling
Antalet invånare i kommunen Méricourt-sur-Somme
| Referens: INSEE |